# 高橋信一
髙橋 信一（たかはし しんいち、1974年7月4日 - ）は、日本の映像プロデューサー。Netflix Japanコンテンツ部門ディレクター 。

## 経歴・人物
静岡県出身。岩井俊二主宰の制作プロダクション「ロックウェルアイズ」でキャリアをスタート。2012年に転職した日活で『ひとよ』などを手掛けたのち、2020年の6月にNetflix Japanに入社。『ヒヤマケンタロウの妊娠』『浅草キッド』『トークサバイバー』などを手がけ、日本発のオリジナル実写作品の企画製作・編成を担当。

## 主な作品
allcinema・ニュース記事などを参照。

### テレビドキュメンタリー
- DOCUMENTARY of AKB48 1ミリ先の未来 (2011)（プロデューサー）

### 映画
- BANDAGE バンデイジ (2010)（アソシエイトプロデューサー）
- DOCUMENTARY of AKB48 to be continued 10年後、少女たちは今の自分に何を思うのだろう? (2011)（プロデューサー）
- Beyond the ONEDAY ~Story of 2PM & 2AM (2012) （プロデューサー）
- 許されざる者  (2013)（日活）（プロデューサー）
- ナオト・インティライミ冒険記 旅歌ダイアリー (2013)（日活）（プロデュース）
- FOOL COOL ROCK! ONE OK ROCK DOCUMENTARY FILM (2014)（日活）（プロデューサー）
- Dear Girl~Stories~THE MOVIE2 ACE OF ASIA  (2017)（日活）（プロデューサー）
- WE ARE Perfume -WORLD TOUR 3rd DOCUMENT (2015)（日活）（プロデューサー）
- Mr.Children REFLECTION  (2015)（日活）（プロデューサー）
- 日本で一番悪い奴ら (2016)（日活）（プロデューサー）
- 牝猫たち (2017)（日活）（プロデューサー）
- DearGirl〜Stories〜THE MOVIE 3 the United Kingdom of KOCHI  (2017)（日活）（プロデューサー）
- ナオト・インティライミ冒険記　旅歌ダイアリー２　前編  (2017)（日活）（プロデューサー）
- ナオト・インティライミ冒険記　旅歌ダイアリー２　後編  (2018)（日活）（プロデューサー）
- サニー/32 (2018)（日活）（プロデューサー）
- おかあさんといっしょ はじめての大冒険  (2018)（日活・NHK）（プロデューサー）
- まく子 (2018)（日活）（プロデューサー）
- WE ARE LITTLE ZOMBIES (2019)（日活）（プロデューサー）
- ひとよ (2019)（日活）（プロデューサー）[4]
- 映画 おかあさんといっしょ すりかえかめんをつかまえろ！(2020)（日活・NHK）（プロデューサー）
- 浅草キッド(2021)[6] (エグゼクティブ・プロデューサー)
- 桜のような僕の恋人 (2022)[7] (エグゼクティブ・プロデューサー)
- ゾン100〜ゾンビになるまでにしたい100のこと（2023）(エグゼクティブ・プロデューサー)
- シティーハンター (2024)[8] (エグゼクティブ・プロデューサー)

### ドラマ
- 恋ばな～スイカと絆創膏～（2009年) (LISMO）（プロデューサー）
- アフロ田中(2019)（WOWOW）（プロデューサー）

### Netflixシリーズ
- 未来日記　シーズン１ (2021) (エグゼクティブ・プロデューサー)
- 未来日記　シーズン2  (2022) (エグゼクティブ・プロデューサー)
- 新聞記者 (2022) (エグゼクティブ・プロデューサー)
- ヒヤマケンタロウの妊娠 (2022) (エグゼクティブ・プロデューサー)
- トークサバイバー シーズン1 (2022) (エグゼクティブ・プロデューサー)
- トークサバイバー シーズン2 (2023)[9] (エグゼクティブ・プロデューサー)
- 離婚しようよ (2023) (エグゼクティブ・プロデューサー)
- LIGHTHOUSE〜悩める2人、6ヶ月の対話〜 (2023) (エグゼクティブ・プロデューサー)
- THE DAYS(2023)[10]  (エグゼクティブ・プロデューサー)
- 御手洗家、炎上する (2023) (エグゼクティブ・プロデューサー)
- 地面師たち (2024) (エグゼクティブ・プロデューサー)
- トークサバイバー シーズン3 (2024) (エグゼクティブ・プロデューサー)
- 極悪女王 (2024)[11] (エグゼクティブ・プロデューサー)
- イクサガミ [2] (エグゼクティブ・プロデューサー)